# Publius Sempronius Sophus (Konsul 268 v. Chr.)
Publius Sempronius Sophus war ein Angehöriger des römischen Geschlechts der Sempronier und wurde 268 v. Chr. Konsul sowie 252 v. Chr. Zensor.

## Leben
Publius Sempronius Sophus war der Sohn des gleichnamigen Konsuls von 304 v. Chr.
268 v. Chr. erhielt Sophus zusammen mit Appius Claudius Russus das Konsulat. Da die Picenter im Vorjahr einen Aufstand angezettelt hatten, bekriegten die Konsuln dieses Volk und unterwarfen es, wobei Sophus mehr als sein Amtskollege zum Sieg beitrug. Trotzdem durften beide Konsuln einen Triumph feiern. Angeblich schwor Sophus, ein Heiligtum für die Göttin Tellus zu errichten, als sich während der entscheidenden Schlacht ein Erdbeben ereignete, doch wird der Tempel der Tellus von anderen Quellen für wesentlich älter gehalten. Während des Konsulats von Sophus wurden außerdem römische Kolonien in Ariminum und Beneventum gegründet.
Gemeinsam mit Manius Valerius Maximus Corvinus Messalla trat Sophus 252 v. Chr. die Zensur an und legte in dieser Eigenschaft eine große Strenge an den Tag. So schloss er mit seinem Amtskollegen 16 Senatoren aus dem Senat aus. Außerdem ließen die Zensoren 400 Rittern, die militärische Anweisungen in Sizilien missachtet hatten, ihr Staatspferd wegnehmen und sie in die Klasse der Aerarier degradieren. Sophus soll ebenso unnachsichtig gegenüber seiner Gattin gewesen sein und sie mit der Verstoßung bestraft haben, weil sie ohne seine Kenntnis eine Begräbnisfeier besucht und dabei veranstalteten Fechterspielen zugesehen hatte.